# نادي الأقصر
نادى الأقصر الرياضي نادي مصري تأسس عام 1959 تحت أسم نادي الشعب الرياضي وتم تغير اسم النادي عام 1980 ليكون نادي الأقصر الرياضي وهو نادي يلعب ب الدوري المصري القسم الثالث بمجموعة الصعيد.

## المنافس
يعتبر نادي الأقصر ونادي المدينة المنورة هما أقوى أندية الأقصر والمباراة بينها ديربي خاص في المدينة ودائما ما تكون مليئة بالإثارة والحماس.